# Tinaksite
La tinaksite est un minéral de la classe des silicates, sous-classe des inosilicates de formule chimique K2Na(Ca,Mn2+)2TiO[Si7O18(OH)] trouvée dans le nord de la Russie. La tinaksite peut être blanc-grisâtre, jaunâtre, orange, ou brune et est souvent trouvée avec la charoïte. Son nom provient de sa composition : titane (Ti), sodium (Na) potassium (K) et silicium (Si). L'Association internationale de minéralogie a reconnu la tinaksite comme minéral en 1965.